# Fahil Jallas
Fahil Jallas (tiếng Ả Rập: فحيل جلاس) là một ngôi làng Syria nằm ở Sinjar Nahiyah ở huyện Maarrat al-Nu'man, Idlib. Theo Cục Thống kê Trung ương Syria (CBS), Fahil Jallas có dân số 791 trong cuộc điều tra dân số năm 2004.